# Transeius mountus
Transeius mountus är en spindeldjursart som först beskrevs av Ryu 1995.  Transeius mountus ingår i släktet Transeius och familjen Phytoseiidae. Inga underarter finns listade i Catalogue of Life.